# Тверкінг

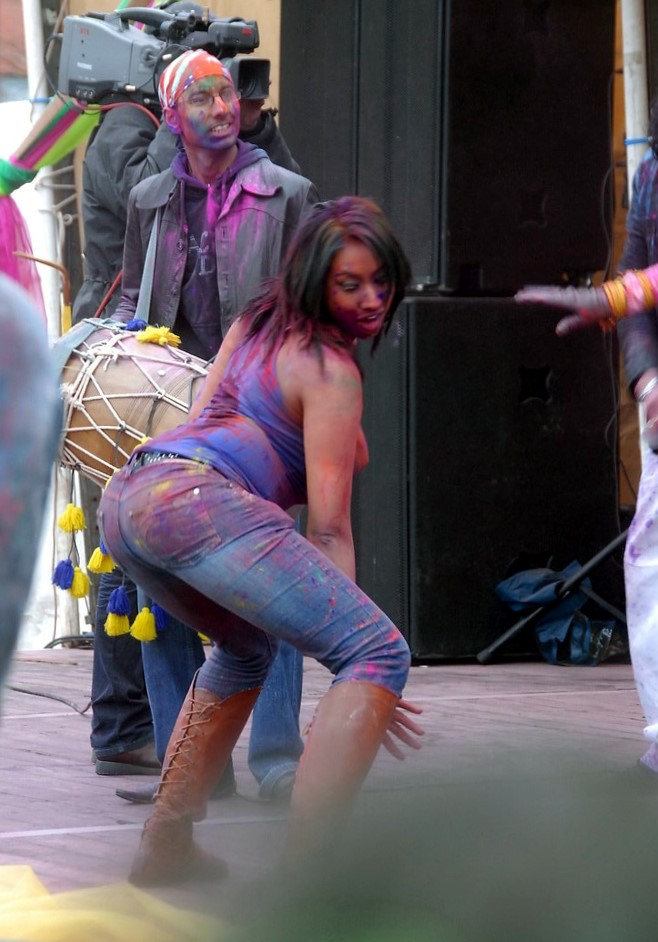
Тверк

Тверкінг, тверк (англ. twerking, twerk) — танцювальний стиль, у якому людина[неавторитетне джерело] танцює під музику навприсядки або стоячи і рухаючи стегнами знизу вгору. Основний рух даного танцю взятий із класичного реггетону.

## Походження назви
Хоча походження терміна здається неясним, загалом можна припустити, що це скорочення від слів «twist» and «jerk». Уже є дані з етнографічних інтерв'ю у Новому Орлеані, що термін з'явився на вулицях Нового Орлеана з підйомом місцевої хіп-хоп музики, відомої як Bounce music. З кінця 1990-х років тверкінг був поширений в основному через хіп-хоп відео і популярні сайти обміну відео, починаючи зі середини 2000-х років.